# Manoir de Tenuel
Le manoir de Tenuel est un édifice situé à Guénin en France.

## Localisation
Le manoir est situé sur le territoire de la commune de Guénin, au lieu-dit Tenuel, dans le département du Morbihan en région Bretagne.

## Description
Le manoir date du XVe siècle. Le logis est en pierre de taille de granite pour la tour et la travée d'entrée, en moellon de schiste et granite pour le reste du bâtiment. Sa structure est celle d'un grand manoir de plan allongé à trois pièces par niveau, avec cuisine, salle et pièce d'usage inconnu (chambre ?) au rez-de-chaussée, salle haute et deux chambres à l'étage. Il existe un décalage de niveau entre la partie surmontant la cuisine, plus basse et la partie sud, probablement créé par les marches de l'escalier. Ce dernier en vis et en pierre de taille est logé dans une tourelle polygonale hors-œuvre et surmonté d'une pièce haute avec cheminée. Le comble était un simple grenier au XVIIIe siècle, mais on ne sait s'il était habitable à l'origine (salle haute ?). L'ensemble est couvert en ardoise d'un toit à pignon découvert au nord, pignon couvert au sud, la tour étant couverte d'un toit polygonal.Les communs sont en pierre de taille de granite, couverts en ardoise à toiture à pignon découvert. Ils sont en rez-de-chaussée à double étage de grenier. Les ouvertures du rez-de-chaussée consistent en trois portes et deux oculus. Un escalier extérieur refait dessert la porte haute.

## Historique
Le manoir de Thenuel est attesté comme lieu noble dans l'enquête sur les exempts du fouage en 1448, appartenant à Allain de Thenuel. Celui-ci avec 300 livres de revenu noble en 1464, et son successeur Jean, avec 400 livres en 1477 révèlent que Thenuel est non seulement la plus grosse seigneurie de Guénin, mais également de tout le canton, seul Quinipily en Baud étant plus importante. C'est probablement après son mariage avec Jeanne de Rosmadec que Jean de Thenuel fait édifier le grand logis dont subsiste la tour en hors-oeuvre ainsi qu'une partie du rez-de-chaussée (cuisine et porte d'entrée) et le pignon sud, en partie repris. Le seigneurie échoit au milieu du XVIe siècle à la famille de Martel par le mariage de Jacques de Martel avec Marguerite de Thenuel. En 1720, date portée sur une lucarne de la façade antérieure, l'élévation antérieure est reconstruite, le logis est élargi : en témoignent les poutres allongées par assemblage en queue de jupiter. La salle desservie directement par la porte extérieure est isolée de l'entrée par l'adjonction d'une cloison de pierre. C'est peut-être à cette époque qu'est ajouté l'appentis figurant sur le plan cadastral de 1829 et sur les plans de règlement d'eau des moulins en 1860. 
À la fin du XXe siècle, le manoir subit une complète restauration : l'élévation postérieure est percée de fenêtres en travées dans l'esprit du XVIIIe siècle et des lucarnes en remploi du XVIIIe siècle sont disposées au niveau du comble. Les boiseries intérieures, dont celles des cheminées, qui dataient de l'aménagement de 1720, sont supprimées. Certaines des cheminées sont remontées dans l'esprit des cheminées d'origine (XVe siècle) en granite gris. Enfin le comble est aménagé. Les communs au sud de la cour ont été édifiés en 1744. Le mur sud (postérieur), sans doute initialement aveugle, est entièrement remonté et percé de nouvelles ouvertures lors de la restauration de la fin du XXe siècle.
Malgré les modifications importantes intervenues au cours du XVIIIe siècle, le manoir reste un témoin important de l'architecture manoriale de qualité du milieu du XVe siècle en Bretagne. Le plan du logis se rapproche de celui des grands manoirs du Plessis Josso à Theix ou de Kermainguy en Grand-Champ. Des trous disposés régulièrement sous la toiture de la tour pourraient avoir servi de nichoirs et perchoirs à des oiseaux de chasse.
Il est inscrit à l'inventaire général du patrimoine culturel.